# يوجين بويكو
يوجين بويكو هو مصور سينمائي كندي، ولد في 1923 في ساسكاتون في كندا، وتوفي في 14 مارس 2003.

## وصلات خارجية
- يوجين بويكو على موقع IMDb (الإنجليزية)
- يوجين بويكو على موقع قاعدة بيانات الفيلم (الإنجليزية)